# Dimondale
Dimondale – wieś w Stanach Zjednoczonych, w stanie Michigan, w hrabstwie Eaton.